# Orleans Arena
Orleans Arena je víceúčelová hala, která stojí v Paradise v Nevadě v USA. Je vhodná nejen pro pořádání sportovních událostí, ale i pro kulturní a zábavní akce, koncerty a další. Stadion se otevřel v roce 2003 po roční výstavbě.
Orleans Arena byla v roce 2015 místem konání Mistrovství světa v zápasu ve volném, jakož i řeckořímském stylu.
V roce 2020, tým NHL Vegas Golden Knights oznámil zakoupení a přemístění franšízy AHL. Klub Henderson Silver Knights měl domovský stánek v Orleans Aréně, v sezóně 2022/2023 bude s největší pravděpodobností hrát svá utkání v nové multifunkční hale Dollar Loan Center v Hendersonu v Nevadě.